# Петрович, Радмила
Радмила Петрович (черног. Radmila Petrović, в девичестве Милянич; род. 19 апреля 1988, Никшич) — черногорская гандболистка, правая полусредняя клуба «Будучност» и сборной Черногории. Серебряный призёр летних Олимпийских игр 2012 года, чемпионка Европы 2012 года.

## Карьера

### Клубная
Радмила — воспитанница гандбольной школы Никшича, в возрасте 17 лет дебютировала в клубе «Будучност». В сезоне 2006/2007 провела свой первый матч в Первой лиге, с 2007 по 2016 годы — чемпионка и обладательница Кубка Черногории. В 2010 году выиграла Кубок обладателей кубков, в 2012 и 2015 годах — Лигу чемпионов ЕГФ.

### В сборной
В сборной Радмила дебютировала в 2008 году. Провела 103 игры, забила 120 голов. Участница чемпионата мира 2011 года. Серебряный призёр летних Олимпийских игр 2012 года в Лондоне. Чемпионка Европы 2012 года (чемпионат проходил в Сербии).

## Личная жизнь
В 2013 году вышла замуж за Ваню Петровича.